# Flammeum
Flammeum – welon ślubny koloru ciemnożółtego używany w starożytnym Rzymie, najważniejszy element stroju rzymskiej panny młodej. 
Jego nazwa wywodzi się od łacińskiego słowa flamma (płomień), stąd niekiedy podaje się, że miał kolor czerwony. Przeczą temu jednak opisy flammeum (o żółtym kolorze welonu pisał Pliniusz Starszy) oraz przedstawienia plastyczne (np. malowidło na ścianie jednej z pompejańskich willi).